# Isaac Becerra
Isaac Becerra Alguacil (ur. 18 czerwca 1988 w Badalonie) – hiszpański piłkarz występujący na pozycji bramkarza w Gimnàstic Tarragona.